# Homoplectra sierra
Homoplectra sierra is een schietmot uit de familie Hydropsychidae. De soort komt voor in het Nearctisch gebied.